# Aulacophora orientalis
Aulacophora orientalis là một loài bọ cánh cứng trong họ Chrysomelidae. Loài này được Hornstedt miêu tả khoa học năm 1788.